# Rakitovec, Šentjur
Rakitovec je naselje v Občini Šentjur.